# 프랭크 녹스
윌리엄 프랭클린 녹스 (William Franklin Knox, 1874년 1월 1일 ~ 1944년 4월 28일)는 미국의 저널리스트, 전쟁 영웅이자 제2차 세계 대전 당시 47대 해군장관 (1940년 ~ 1944년)이었다. 해군장관으로서 진주만 공격의 여파로 일본계 미국인 제5열 활동에 녹스의 거칠고 근거없는 발언들은 가끔 백악관 행정명령 9066호로 선두에 자주 인용되었다. 일본계 미국인들의 운명에 내부 토론에서 녹스는 미국 서해안 뿐만 아니라 하와이를 위하여 대량 배제 및 구금을 위하여 확고한 옹호자였다.

## 어린 시절
1874년 새해 첫날 보스턴에서 윌리엄 에드윈 녹스와 세라 콜린스 버나드 녹스에게 태어났다. 자신의 조부가 보스턴에서 성공적인 건축업자였어도 노바스코샤주에 있는 부친의 바다가재 통조림 공장이 실패하였고 가족은 프랭크가 겸손한 상황에서 자라온 미시간주 그랜드래피즈로 이주하였다. 그는 15세의 나이에 고등학교를 그만 두고 1890년대의 공황에 자신의 직업을 잃기 전에 배송 사무원의 조수와 이동 판매원으로 일하였다. 그 점에 그는 앨마 칼리지 근처를 통하여 자신이 직접 일하기 시작하였다.

## 신문과 정치 경력
상급 동안 미국-스페인 전쟁이 터져 녹스는 입대하였다. 그는 결국 "Rough Riders"라는 유명한 의용 기병대원을 이겨 시어도어 루스벨트와 쿠바에서 복무하고 1898년 영웅으로 그랜드래피즈에 돌아와 지방 신문이 그의 어떤 편지들을 발행하였다. 그 편지들의 근거에 그는 자신이 견습 신문기자에서 도시 편집자로 간 〈그랜드래피즈 헤럴드〉를 위한 기자로서 기용되었다. 그는 또한 정치로 첫 진출을 시작하여 윌리엄 앨든 스미스의 의원 선거 운동을 대표하여 연설하는 데 의문되었다. 그는 1898년 12월 29일 애니 리드와 결혼하였다.
1900년 녹스는 신문의 사업 부문으로 옮겨 그러고나서 2년 후에 그와 파트너는 자신이 일간 〈이브닝 저널〉로 일변시킨 〈레이크 슈피리어 저널〉을 매입하였다. 한해 안에 그는 〈이브닝 뉴스〉가 되는 데 자신의 주요 경쟁자를 차지하였다. 그는 후의 미시간주 공화당 의장이 되었고, 처음이자 마지막으로 미시간주의 어퍼반도로부터 선출된 체이스 S. 오즈번을 위한 1910년 선거 운동의 관리인이었다.
1912년 녹스는 주지사 로버트 퍼킨스 베이스의 재정적 후원과 함께 뉴햄프셔주 맨체스터에서 〈리더〉를 시작하러 미시간주를 떠났다. 1년 후에 그는 라이벌 신문 〈데일리 유니언〉을 사들였고, 그 신문은 〈맨체스터 유니언 - 리더〉가 되었다. 제1차 세계 대전의 개시와 함께 그는 1916년 43세의 나이에 다시 입대하여 78 사단에서 탄약 훈련의 명령을 맡고 프랑스에서 복무한 동안 소령으로 진급되었다.
그는 1927년 자신이 4년 동안 보유한 직위인 허스트 신문 체인의 상무 이사로 임명될 때까지 지속적으로 유니언 - 리더를 운영하였고 1930년 12월에 사임하였다. 1931년 그는 자신이 뉴딜에 관하여 가혹하게 비판적인 편집들을 기여한 〈시카고 데일리 뉴스〉의 발행인이 되었다. 1936년 그는 앨프 랜던의 러닝메이트로서 부통령을 위한 공화당 후보였으나 공천 후보는 압도적 승리에 의하여 패하였다.

## 해군 장관
1940년 6월 프랭클린 D. 루스벨트 대통령은 67세의 녹스를 해군장관, 헨리 L. 스팀슨을 전쟁장관으로 임명하였다. 둘다 개입주의 공화당원들이었고, 임명은 유럽에서 전쟁 문제에 초당적인 지원을 확보하는 운동으로서 넓게 보였다. 악명 높게 반일 허스트 신문 체인을 위하여 일한 것에 추가로 녹스는 1933년 "적대 행위의 시작 전"에 하와이에서 전체 일본인들의 억류를 위하여 공개적으로 주창하였다.
진주만 공격 후에 녹스는 자신이 하와이로 직접 조사하러 가는 데 허락될 것을 요청하였다. 하와이에서 36 시간을 보낸 후, 그는 로스앤젤레스 기자 회견에서 "난 전체의 전쟁의 가장 효과적인 제5열 활동이 노르웨이를 제외하고 하와이에서 끝났다고 생각한다."고 진술하였다. 대통령에게 자신의 12월 14일 보고에서 그는 자신의 제5열 고발들을 되풀이하여 지방 일본인들을 진주만에서 고의적으로 오해의 소지가 있던 방어자들로 기소하였다. 그는 미국 연방 수사국과 육군 정보부가 공격이 있던 동안 혹은 그 후에 파괴 행위가 없었다고 동의한 후에 마저 이 고발들을 지속적으로 되풀이하였다. 이런 잘못된 정보를 되풀이하는 그의 동기는 하와이에서 군사 준비의 부족으로부터 관심을 돌리고 싶은 것과 해야했을 것이다.
전쟁 후기에 녹스는 또한 몰로카이섬 혹은 이웃 섬들 중의 하나에 160,000명 이상의 일본계 미국인들을 위한 대량 감금을 추진하기도 하였다. 다음의 주들에 선택적 구금 전략이 승리한 계엄령 아래 하와이의 군사 사령관 델로스 칼턴 이먼스에게 최후적으로 이 전투를 패하기 전에 행정부 관공리들과 더불어 거의 홀로 대통령과 이 문제를 지속적으로 보도하였다. 최후적으로 인구의 1 퍼센트보다 적은 하와이 출신 2,000명 미만의 일본계 미국인들은 수용소들에서 끝나고 말았다. 녹스는 또한 전쟁을 통하여 해군으로부터 보호를 받은 일본계 미국인들에 영향력을 미치기도 하였다.

## 사망과 영예
1944년 4월 28일 심근 경색의 일련을 겪은 후 녹스는 임기 도중 70세의 나이로 사망하였다. 그는 완전한 군사 영예와 함께 알링턴 국립묘지에 안장되었다.
부인 애니 여사는 미국과 전 대영제국 국가들 사이에 교육적인 교환을 지지하는 데 하버드 대학교에서 그의 이름을 딴 프랭크 녹스 기념 장학회를 설립하였다.

## 역대 선거 결과
| 선거명      | 직책명        | 대수 | 정당   | 득표율 | 득표수 (선거인단)  | 결과 | 당락 |
| ----------- | ------------- | ---- | ------ | ------ | ------------------ | ---- | ---- |
| 1936년 선거 | 미국의 부통령 | 32대 | 공화당 | 36.54% | 16,684,231표 (8명) | 2위  | 낙선 |